# Электронная плотность
Электро́нная пло́тность — плотность вероятности обнаружения электрона в данной точке конфигурационного пространства.
Рассмотрим водородоподобный атом — систему из двух зарядов: положительно заряженного тяжёлого ядра, и электрона, вероятность обнаружения которого распределена сферически симметрично вокруг ядра. Таким образом, у атома водорода (и ему подобных) в основном состоянии электронная плотность зависит только от расстояния до ядра и одинакова в любой точке сферы. Это состояние электрона характеризуется нулевым орбитальным моментом импульса (так называемое s-состояние). В возбуждённых состояниях с отличным от нуля орбитальным моментом электрона (p-, d-, f-… состояния) сферическая симметрия электронной плотности отсутствует.
В достаточно сложных молекулах электронная плотность, как правило, несимметрична, а форма электронного облака может меняться. Например, при замещении трёх атомов водорода метильной группы уксусной кислоты на чрезвычайно электроотрицательные атомы хлора её константа диссоциации (pK) снижается с 4,76 до почти 1 в результате индуктивно вызванного снижения силы притяжения H+ к карбоксильной группе; сила кислоты возрастает. Существуют две простые, но логичные точки зрения на это явление. По одной из них, увеличение силы кислоты отражает смещение плотности распределения единственного избыточного электрона карбоксильного кислорода в сторону от H+, и сила притяжения протона ослабевает. Согласно другой точке зрения, причиной этого явления служит не смещение, а «разжижение» «облака отрицательного электричества», то есть снижение электронной плотности вокруг однозарядного атома кислорода.
В качестве модели состояния электрона в атоме, в квантовой механике принято представление об электронном облаке, плотность соответствующих участков которого пропорциональна вероятности нахождения там электрона.
Электронное облако часто изображают в виде граничной поверхности. При этом обозначение электронной области при помощи точек опускают. Пространство вокруг ядра, в котором наиболее вероятно пребывание электрона, называют атомной орбиталью (смысл которого вытекает из волнового уравнения Шрёдингера).
Применяются графические изображения распределения электронной плотности относительно ядра.
Кривая радиального распределения вероятности показывает, что электрон находится в тонком концентрическом шаровом слое радиуса r толщины dr вокруг ядра атома водорода.
Проекция максимума кривой соответствует боровскому радиусу α0=0,53 Å.
Во многих случаях для решения уравнения Шрёдингера используют различные приближения. Вероятностную (статистическую) интерпретацию волновой функции разработал Макс Борн. В 1954 году М.Борн удостоен Нобелевской премии по физике с формулировкой «За фундаментальные исследования в области квантовой механики, особенно, за статистическую интерпретацию волновой функции.»